# Proteina C-reattiva
La proteina C-reattiva (PCR o CRP, dall'inglese C-reactive protein) è una proteina rilevabile nel sangue prodotta dal fegato e facente parte delle cosiddette proteine di fase acuta, un gruppo di proteine sintetizzate durante uno stato infiammatorio.
Fa parte della famiglia delle pentrassine, proteine pentameriche costituite ognuna da 5 subunità monomeriche identiche associate a ione Ca2+, che si legano tra di loro per formare una struttura pentagonale.
Fisiologicamente la PCR è un'opsonina, il cui principale ruolo è quello di legare la fosforilcolina, espressa su cellule morte o morenti, ma anche sulla superficie esterna di diverse specie batteriche, permettendo l'attivazione del complemento attraverso la via classica.
Il fegato sintetizza questa proteina in risposta a diversi fattori rilasciati dalle cellule del tessuto adiposo.
La sua misurazione, insieme con quella della VES, può rivelarsi molto utile in caso di sospetto di stati infiammatori di origine infettiva e di alcune malattie infiammatorie come l'artrite reumatoide.
Normalmente in soggetti sani i livelli di PCR si attestano su valori inferiori a 8 mg/L, sono mediamente più elevati nelle donne che negli uomini e si innalzano con il passare degli anni.
Non si deve confondere la proteina C-reattiva con la proteina C.

## Storia
La proteina C-reattiva, scoperta nel 1930 da Tillett e Francis nel siero di pazienti affetti da polmonite da pneumococco, deve il suo nome al fatto che i suoi scopritori notarono come essa reagisse con l'antigene polisaccaridico C di Streptococcus pneumoniae (o Pneumococco).
Inizialmente si pensò che la PCR potesse essere una proteina patogenetica, poiché si erano osservati valori elevati anche in pazienti con altre malattie, come il cancro.

## Funzione
La PCR fa parte delle proteine di fase acuta, più specificamente delle proteine positive di fase acuta, cioè di quelle proteine che vedono i propri livelli sierici aumentare in risposta a uno stimolo infiammatorio.
L'innalzamento della PCR è conseguenza dell'aumento di un'altra proteina detta interleuchina 6 (IL-6), prodotta principalmente dai macrofagi.
La PCR opsonizzando, cioè rivestendo la superficie di microbi (in particolare alla fosforilcolina) e cellule morte o irreparabilmente danneggiate, funge da complesso di attacco per le proteine del complemento e inoltre stimola la fagocitosi mediata dai macrofagi.
La PCR è quindi parte integrante dell'immunità di tipo innato, costituendo una delle molecole sentinella che più precocemente permettono di aggredire elementi esterni potenzialmente ostili.
I suoi livelli possono anche aumentare di 50.000 volte durante la risposta acuta, con un picco a 48 h dall'inizio dell'infiammazione.
La sua emivita è costante e i suoi livelli sierici sono correlati al tasso di produzione.
La proteina C-reattiva ha mostrato avere un ruolo protettivo in una grande varietà di condizioni infiammatorie: per esempio si è dimostrata protettiva sui topi da laboratorio nei confronti delle infezioni batteriche, e in particolare contro il lipopolisaccaride batterico (LPS).

## Utilizzi diagnostici
La PCR è usata per valutare la presenza e l'entità della risposta flogistica.
Il monitoraggio dei suoi livelli è utile per determinare il progresso della malattia e l'efficacia della terapia.
Si ritrovano valori leggermente innalzati in donne nell'ultimo periodo di gravidanza e in individui con processi infiammatori lievi o infezioni virali (10–40 mg/L).
Valori compresi tra 40 e 200 mg/L si ritrovano durante infezioni batteriche e infiammazioni attive, mentre in infezioni batteriche gravi o ustioni questi valori possono essere superati.

### Test cardiologici
Danni alle pareti vasali possono essere causati dall'infiltrazione nella parete di cellule ed elementi infiammatori. Per questo motivo i livelli di PCR possono essere utilizzati per stabilire il livello di rischio di patologie cardiovascolari.
Si è notato come i livelli di PCR siano un marker di rischio indipendente dai livelli di colesterolo e trigliceridi presenti nel sangue.
A prescindere dalle cause che hanno determinato l'innalzamento della concentrazione della proteina, un valore di 2,4 mg/L si associa a un rischio doppio di insorgenza di patologia coronarica e infarto rispetto a soggetti con valore inferiore a 1 mg/L. Valori elevati di PCR sono risultati associati a una maggiore incidenza di eventi cardiovascolari anche in soggetti con livelli bassi di LDL.
Sulla base dei numerosi studi epidemiologici il Centers for Disease Control and Prevention e l’American Heart Association nel 2002 hanno proposto di utilizzare la PCR per una migliore definizione del rischio coronarico, in modo particolare per gli individui con un rischio di eventi coronarici a 10 anni del 10-20% secondo le tabelle di rischio. A tale proposito sono state definite tre classi di PCR: basso rischio (<1,0 mg/L), rischio medio (1,0-3,0 mg/L) e alto rischio (>3,0 mg/L), corrispondenti ai terzili di PCR nella popolazione adulta.  